# Sally in Our Alley
Sally in Our Alley é um filme de drama produzido nos Estados Unidos, dirigido por Walter Lang e lançado em 1927. É considerado filme perdido.